# Voyelle pré-ouverte
 (décembre 2024).
Si vous disposez d'ouvrages ou d'articles de référence ou si vous connaissez des sites web de qualité traitant du thème abordé ici, merci de compléter l'article en donnant les références utiles à sa vérifiabilité et en les liant à la section « Notes et références ».
Une voyelle pré-ouverte, dite aussi ouverte supérieure ou basse supérieure, est un son de type voyelle employé dans certaines langues parlées. Elle est caractérisée par une position de la langue proche de celle d'une voyelle ouverte, mais légèrement moins resserrée. Ces voyelles sont parfois décrites comme des variantes relâchées des voyelles ouvertes.
Les voyelles pré-ouverte identifiées par l'Alphabet phonétique international  sont les suivantes :
- Voyelle pré-ouverte antérieure non arrondie [æ]
- Voyelle pré-ouverte centrale [ɐ]